# Pangandaran
Pangandaran je mesto in distrikt v Pangandaranski oblasti v Zahodni Javi, Indonezija. Leži na južni obali otoka Java in je priljubljena turistična točka predvsem za surferje

## Zgodovina
17. julija 2006 je Pangandaran opustošil cunami, ki ga je sprožil potres z magnitudo 7,7, katerega epicenter je bil na morskem dnu jugozahodno od obale otoka. V cunamiju je življenje izgubilo preko tristo ljudi, opustošenje pa je segalo več kot pol kilometra v notranjost mesta.

## Turizem
Pangandaran je bil v preteklosti velika ribiška vas, danes pa so vode v okolici del narodnega parka.
Na bližnjem polotoku se nahaja tudi naravni rezervat Penanjung Pangandaran.
Od leta 1985 se na plaži odvija mednarodni Kite Festival.